# Microgaza iridescens
Microgaza iridescens is een slakkensoort uit de familie van de Solariellidae. De wetenschappelijke naam van de soort is voor het eerst geldig gepubliceerd in 1968 door Habe.